# Nangal Dewat
Nangal Dewat è una suddivisione dell'India, classificata come census town, di 13.168 abitanti, situata nel distretto di Delhi Sud Ovest, nello territorio federato di Delhi. In base al numero di abitanti la città rientra nella classe IV (da 10.000 a 19.999 persone).

## Geografia fisica
La città è situata a 28° 33' 08 N e 77° 05' 46 E.

## Società

### Evoluzione demografica
Al censimento del 2001 la popolazione di Nangal Dewat assommava a 13.168 persone, delle quali 7.325 maschi e 5.843 femmine. I bambini di età inferiore o uguale ai sei anni assommavano a 1.886, dei quali 852 maschi e 1.034 femmine. Infine, coloro che erano in grado di saper almeno leggere e scrivere erano 8.407, dei quali 5.343 maschi e 3.064 femmine.